# Contrat d'insertion dans la vie sociale
Le Contrat d'insertion dans la vie sociale (ou Civis) est un contrat conclu entre le service public de l'emploi et un jeune de 16 à 25 ans rencontrant des difficultés d'insertion professionnelle. Il vise à accompagner le bénéficiaire vers un emploi durable. À la différence des contrats aidés tels que le Contrat d'accompagnement dans l'emploi, il ne s'agit pas d'un contrat de travail. 
Ce contrat a été créé en 2003 par le gouvernement Raffarin. Il est mis en œuvre par les missions locales.
Il a été supprimé par la loi du 8 août 2016 et remplacé par le parcours contractualisé d'accompagnement vers l'emploi et l'autonomie (PACEA).